# Umělec (film)
Umělec (angl. The Artist, franc. L'Artiste) je černobílý téměř němý snímek režiséra Michela Hazanaviciuse z roku 2011 se Jeanem Dujardinem v hlavní roli. Děj filmu se odehrává v Hollywoodu v letech 1927 až 1932. Umělec byl uveden na Mezinárodním festivalu v Cannes v květnu 2011. Hlavní představitel Jean Dujardin si odnesl cenu za nejlepší výkon. Na 84. udílení Oscarů získal z deseti nominací pět cen. Na 69. ročníku udílení Zlatých glóbů získal film ze šesti nominací tři ceny, včetně te pro nejlepší film roku v kategorii komedie / muzikál.

## Děj
Rok 1927, nad Los Angeles ční nápis Hollywoodland, George Valentin (Jean Dujardin) je slavnou filmovou hvězdou a studio Kinograph se svým šéfem Alem Zimmerem (John Goodman) točí jeden úspěšný němý kousek za druhým. Jejich společný film Ruská aférka právě trhá rekordy a naplňuje kinosály po celé zemi. Při premiéře charismatický Valentin předvádí na pódiu číslo se svým psem a zároveň hrdinou mnoha jeho filmů. Mazlíčkovi je věnováno mnohem víc pozornosti, než kolegyni Constance (Missi Pyle). Před biografem je zástup médií a fanoušků čekajících na slavného herce. Při roztomilé nehodě šťouchne do George jedna fanynka (Bérénice Bejo), umělec neztrácí hlavu a pro noviny s ní zapózuje.
Druhý den se Zimmer rozčiluje, že o filmu se píše až na páté straně, kdežto neznámou ženu, která Valentinovi uštědřila polibek, rozebírá kde jaký plátek na titulce. Valentino se tomu jen směje. Mladá žena hrdě nosící noviny v podpaží zkouší štěstí na konkurzu ve studiích Kinographu. Hledají tři tanečnice. Když je mezi vybranými i ona tajemná fanynka z předešlé noci, vyjde najevo její jméno, Peppy Miller. Na natáčení se seznamuje s Valentinem, kterému padne hned do oka. Šéf studia není nadšený její přítomnosti, ale velká hvězda ho prosí, aby mladičkou tanečnici nechal hrát. A Peppy Miller je plná talentu. Hned po natáčení přichází do šatny velkého Valentina, aby mu poděkovala, že se přimluvil u Zimmera. Ten tam však není. Peppy se zakouká do jeho obleku, když v tom vchází George. Poradí ji, aby si našla něco, co jiné herečky nemají a tak se stát slavnou. A tužkou na oči ji udělá nad pravým rtem znaménko krásy.
Rok 1929, němá éra filmu se blíží ke konci, newyorskou burzou otřásá krach a sláva a lesk George Valentina začíná klesat. Mezitím hvězda mladičké Peppy Miller stoupá. Způsobeno je to především nástupem nové techniky - zvuku. Kdežto Valentino ve své pýše nehodlá na způsobu natáčení a tvorbě svých filmů nic měnit, jméno Peppa Miller se dostává ze spodních řádků titulek do těch vrchních. Kinograph se zvuku snaží přizpůsobit, což se Valentinovi nelíbí. V noci ho dokonce trápí sny, ve kterých je slyšet každičký zvuk kromě jeho hlasu. Když jednoho dne vchází do studií a nalezne všudypřítomné podivné ticho, nelíbí se mu to. Vchází do kanceláře velkého Zimmera a nalézá jej ve společnosti producentů a majitelů filmových studií. Valentinovy obavy se stávají skutečností. Němý film končí. S tím se však on odmítá smířit a proto podepisuje jeden šek za druhým, aby mohl zaplatit svůj vlastní film. Jako jeho producent a režisér, a zároveň hlavní představitel, doufá, že film přiláká diváky. Stane se však opak. Diváci dávají filmu Slzy lásky košem a chodí raději na zvukový film Peppy Miller Znaménko krásy. Filmy mají dokonce premiéru v ten samý den. U večeře se svým řidičem Cliftonem (James Cromwell) zaslechne Valentino rozhovor novináře s kráskou Peppy. Není to moc příjemné slyšení a uražený George své rozčarování dá najevo. Pro Peppy Miller je Valentino vzorem, idolem a zároveň učitelem. Mrzí ji to. Přichází proto s omluvou do jeho rezidence. On ji nepřijímá. K tomu všemu nalézá vzkaz od manželky Doris (Penelope Ann Miller), že jej opouští.
Rok 1931, kdysi populární Valentino propouští svého řidiče, kterému nezaplatil už rok. Přestěhoval se do skromnějšího domu, prodal své věci v zastavárně, aby mu zbylo na alkohol. Jediným jeho společníkem je pes a sklenička. Na veřejné dražbě Valentinových věcí skupuje stará dáma a jistý komorník veškerý jeho zbylý majetek.
Rok 1932, Valentino se ve své lítosti a smutku opíjí, začíná trpět halucinacemi. Ve svém domě se jednoho večera opije natolik, že když si přehrává své staré němé filmy, popadne ho přílišný vztek. Všechny filmy roztrhá a podpálí. Všechny, až na jeden. V plamenech téměř shoří, ale na poslední chvíli ho zachrání jeho pes, který přivolal strážníka na pomoc. Peppy Miller točí další svůj film, když na natáčení pročítá novinový plátek informující o neštěstí George Valentina. Všeho nechává a utíká do nemocnice. Tam nalézá kotouč filmového pásu a zjišťuje, že George zachránil jejich první a jediný film, který spolu natočili, a při kterém se seznámili. Peppy chce pro svůj idol jen to nejlepší a nechává ho převézt do svého domu. Tam se léčí a zotavuje. Tam taky potkává svého bývalého šoféra Cliftona, který začal pracovat pro slečnu Millerovou. Tam objevuje své zapomenuté a kdysi prodané věci. A tam taky poznává starou dámu a komorníka z aukce. Když mu Clifton přinese scénář, který spojuje jeho a mladičkou herečku, pýcha a ješitnost přehluší vděk a radost z vlastní záchrany. Utíká proto pryč. Vrací se do svého shořelého bytu, ve kterém vybírá z pouzdra pistoli. Peppy Miller mezitím přišla domů a zjistila, že George tam není. Popadne proto, ač nezkušená, auto a ve špatné předtuše jede za ztraceným a nešťastným idolem. Přijíždí v pravou chvíli. Se slzami v očích se omlouvá Valentinovi za pokoru, kterou mu způsobila. On si však uvědomí, že to on nedokázal přijmout pomoc a fakt, že němá éra je už hudbou minulosti.
Černobílý, téměř němý snímek Umělec končí taneční scénkou, ve které George Valentino a Peppy Miller předvádějí své nejlepší číslo a tím zároveň navracejí slávu velkému umělci.

## Obsazení
| Jean Dujardin       | George Valentin |
| Bérénice Bejo       | Peppy Miller    |
| John Goodman        | Al Zimmer       |
| James Cromwell      | šofér Clifton   |
| Penelope Ann Miller | Doris           |
| Malcolm McDowell    | komorník        |
| Missi Pyle          | Constance       |

## Natáčení
Film se natáčel v Hollywoodu po dobu sedmi týdnů. Premiéru měl na 63. ročníku filmového festivalu v Cannes.

## Zajímavosti
Všechny taneční scény předvedli po těžkém výcviku samotní herci. Filmový dům Peppy Miller byl ve skutečnosti kdysi domovem hvězdy němých filmů Mary Pickfordové a postel, ve které leží George Valentino byla její postelí. Čtyřnohá hvězda filmu Jack byla ve skutečnosti ztvárněna třemi Jack Russell teriéři se jmény Uggie, Dash a Dude. V některých kinech, např. v britském Liverpoolu, někteří diváci požadovali vrátit vstupné. Netušili, že jdou na němý film. Jean Dujardin (George Valentin) řekne v celém, téměř zcela němém, filmu jen dvě slova - "S radostí" - kterými snímek i končí.

## Ocenění

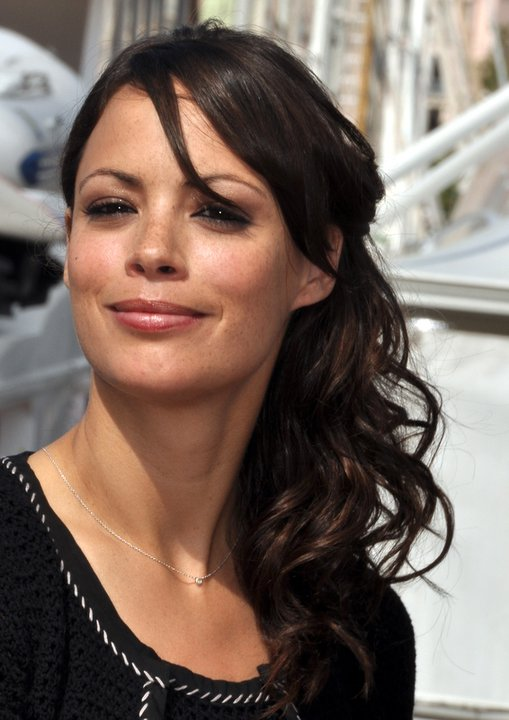
Představitelka Peppy Miller Bérénice Bejo

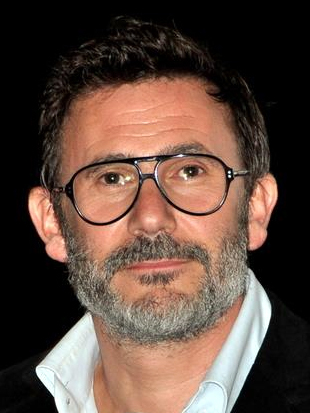
Režisér snímku Michel Hazanavicius

### Oscar

#### Cena
- Nejlepší film – producent Thomas Langmann
- Nejlepší režie – Michel Hazanavicius
- Nejlepší herec – Jean Dujardin
- Nejlepší hudba – Ludovic Bource
- Nejlepší kostýmy – Mark Bridges

#### Nominace
- Nejlepší vedlejší herečka – Bérénice Bejo
- Nejlepší originální scénář – Michel Hazanavicius
- Nejlepší kamera – Guillaume Schiffman
- Nejlepší výprava – vedoucí výpravy Laurence Bennett, dekorace Robert Gould
- Nejlepší střih – Michel Hazanavicius a Anne-Sophie Bion

### Zlatý glóbus

#### Cena
- Nejlepší film (komedie / muzikál) – producent Thomas Langmann
- Nejlepší herec (komedie / muzikál) – Jean Dujardin
- Nejlepší hudba – Ludovic Bource

#### Nominace
- Nejlepší vedlejší herečka – Bérénice Bejo
- Nejlepší režie – Michel Hazanavicius
- Nejlepší scénář – Michel Hazanavicius

### BAFTA

#### Cena
- Nejlepší film – producent Thomas Langmann
- Nejlepší režie – Michel Hazanavicius
- Nejlepší herec v hlavní roli – Jean Dujardin
- Nejlepší scénář – Michel Hazanavicius
- Nejlepší hudba – Ludovic Bource
- Nejlepší kamera
- Nejlepší kostýmy

#### Nominace
- Nejlepší herečka v hlavní roli – Bérénice Bejo
- Nejlepší střih
- Nejlepší masky
- Nejlepší výprava
- Nejlepší zvuk

## Přijetí

### Recenze
- (česky) Recenze The Artist na filmserver.cz -
- (česky) Recenze The Artist na film.moviezone.cz - -
- (česky) Recenze The Artist na filmcz.info -
- (česky) Recenze Umělce na kultura.idnes.cz -
- (česky) Recenze The Artist na filmage.cz -
- (česky) Recenze The Artist na fffilm.name -
- (anglicky) The Artist na RottenTomatoes.com - 98/100
- (anglicky) The Artist na Metacritic.com - 89/100